# Syntomus foveatus
Syntomus foveatus es una especie de escarabajo de la familia Carabidae.

## Distribución geográfica
Se distribuye por el paleártico de Europa, occidente de Asia y África (Magreb).